# The Park Is Mine
The Park Is Mine is een Canadese actie/televisiefilm uit 1985 onder regie van Steven Hilliard Stern, met in de hoofdrollen Tommy Lee Jones, Helen Shaver, Eric Peterson en Yaphet Kotto. De film is gebaseerd op de gelijknamige roman van Stephen Peters en werd op 6 oktober 1985 uitgezonden op het kabeltelevisienetwerk HBO.

## Verhaal
Mitch Garnett, een getraumatiseerde Vietnam-veteraan, neemt op zijn eentje tijdelijk de controle over Central Park in New York over om zijn gevallen kameraden te herdenken en om de aandacht te vestigen op de problemen van veteranen. Politiecommissaris Keller wil hem echter zo snel mogelijk verdrijven en stuurt huurlingen op hem af.

## Rolverdeling
| Acteur          | Personage          |
| --------------- | ------------------ |
| Tommy Lee Jones | Mitch Garnett      |
| Helen Shaver    | Valery             |
| Yaphet Kotto    | Eubanks            |
| Lawrence Dane   | commissaris Keller |
| Peter Dvorsky   | Dix                |
| Eric Peterson   | Mike Johnson       |
| Gale Garnett    | Rachel             |
| Denis Simpson   | Richie             |